# Saint-Patrice-de-Claids
Pour les articles homonymes, voir Saint-Patrice.
Saint-Patrice-de-Claids est une commune française située dans le département de la Manche en région Normandie, peuplée de 177 habitants.

## Géographie

### Hydrographie
La commune est située dans le bassin Seine-Normandie. Elle est drainée par la Sèves, la rivière de Claids, le cours d'eau 01 de Claitre, le fossé 01 de la commune de Saint-Patrice-de-Claids, la rivière de Claids et le ruisseau de Briquebost,,.
La Sèves, d'une longueur de 33 km, prend sa source dans la commune de Muneville-le-Bingard et se jette  dans la Douve en limite de Auvers et de Carentan-les-Marais, après avoir traversé 15 communes. 
La rivière de Claids, d'une longueur de 10 km, prend sa source dans le nord de la commune de Vesly, s'écoule vers le sud puis s'oriente vers l'ouest et se jette  dans l'Ay à Millières face à la commune de Lessay. 

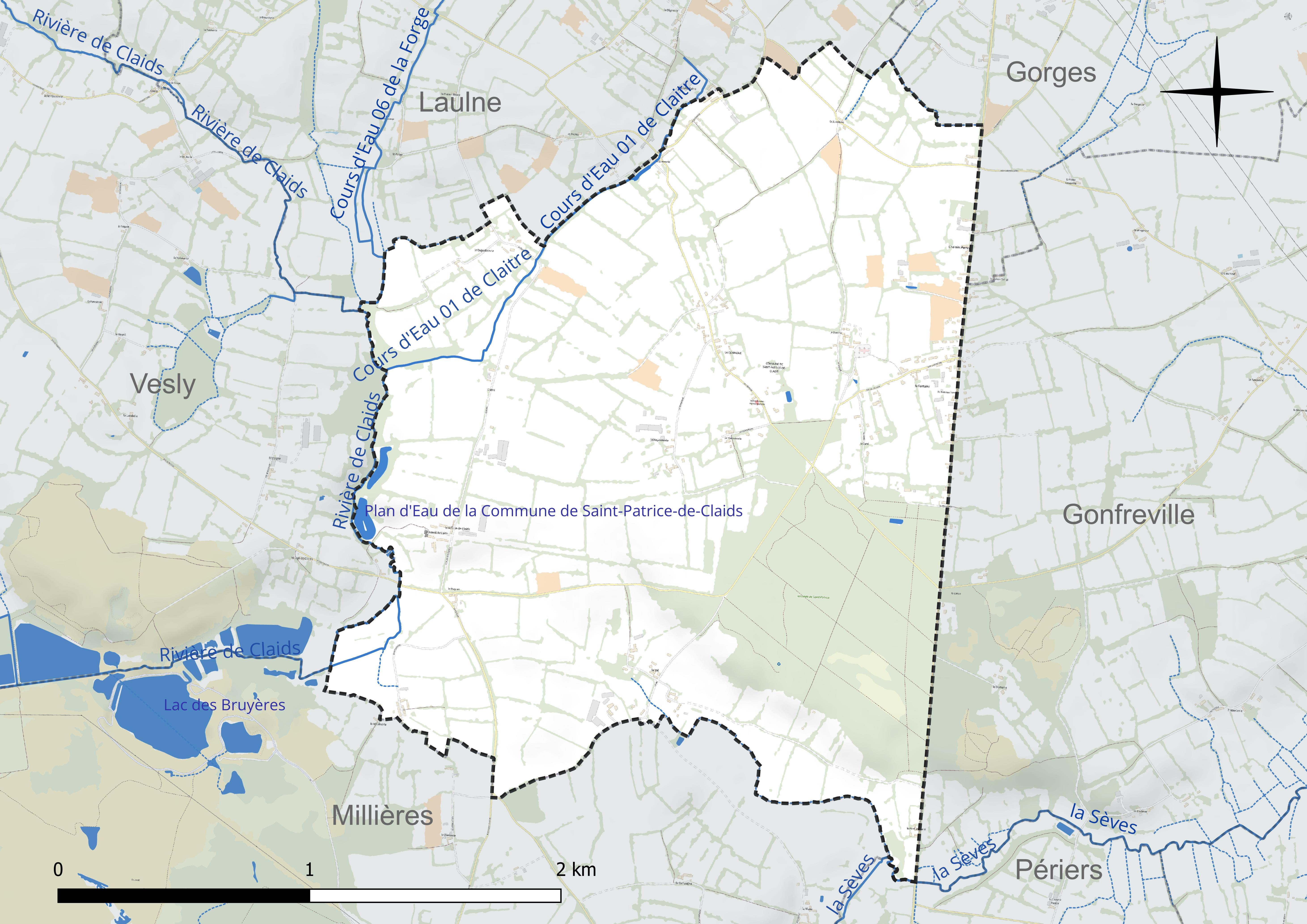
Réseau hydrographique de Saint-Patrice-de-Claids.

Un plan d'eau complète le réseau hydrographique : le plan d'eau de la commune de Saint-Patrice-de-Claids (0,9 ha),.

### Climat
Pour des articles plus généraux, voir Climat de la Normandie et Climat de la Manche.
En 2010, le climat de la commune est de type climat océanique franc, selon une étude du CNRS s'appuyant sur une série de données couvrant la période 1971-2000. En 2020, Météo-France publie une typologie des climats de la France métropolitaine dans laquelle la commune est exposée à un climat océanique et est dans la région climatique  Normandie (Cotentin, Orne), caractérisée par une pluviométrie relativement élevée (850 mm/a) et un été frais (15,5 °C) et venté. Parallèlement le GIEC normand, un groupe régional d’experts sur le climat, différencie quant à lui, dans une étude de 2020, trois grands types de climats pour la région Normandie, nuancés à une échelle plus fine par les facteurs géographiques locaux. La commune est, selon ce zonage, exposée à un « climat maritime », correspondant au Cotentin et à l'ouest du département de la Manche, frais, humide et pluvieux, où les contrastes pluviométrique et thermique sont parfois très prononcés en quelques kilomètres quand le relief est marqué.
Pour la période 1971-2000, la température annuelle moyenne est de 11 °C, avec une amplitude thermique annuelle de 11,2 °C. Le cumul annuel moyen de précipitations est de 987 mm, avec 14 jours de précipitations en janvier et 7,7 jours en juillet. Pour la période 1991-2020, la température moyenne annuelle observée sur la station météorologique la plus proche, située sur la commune de Gouville-sur-Mer à 18 km à vol d'oiseau, est de 12,2 °C et le cumul annuel moyen de précipitations est de 844,8 mm,. Pour l'avenir, les paramètres climatiques de la commune estimés pour 2050 selon différents scénarios d’émission de gaz à effet de serre sont consultables sur un site dédié publié par Météo-France en novembre 2022.

## Urbanisme

### Typologie
Au 1er janvier 2024, Saint-Patrice-de-Claids est catégorisée commune rurale à habitat très dispersé, selon la nouvelle grille communale de densité à sept niveaux définie par l'Insee en 2022.
Elle est située hors unité urbaine et hors attraction des villes,.

### Occupation des sols
L'occupation des sols de la commune, telle qu'elle ressort de la base de données européenne d’occupation biophysique des sols Corine Land Cover (CLC), est marquée par l'importance des territoires agricoles (84,1 % en 2018), une proportion identique à celle de 1990 (84,1 %).
La répartition détaillée en 2018 est la suivante : zones agricoles hétérogènes (69,8 %), forêts (15,9 %), terres arables (12,5 %), prairies (1,8 %).

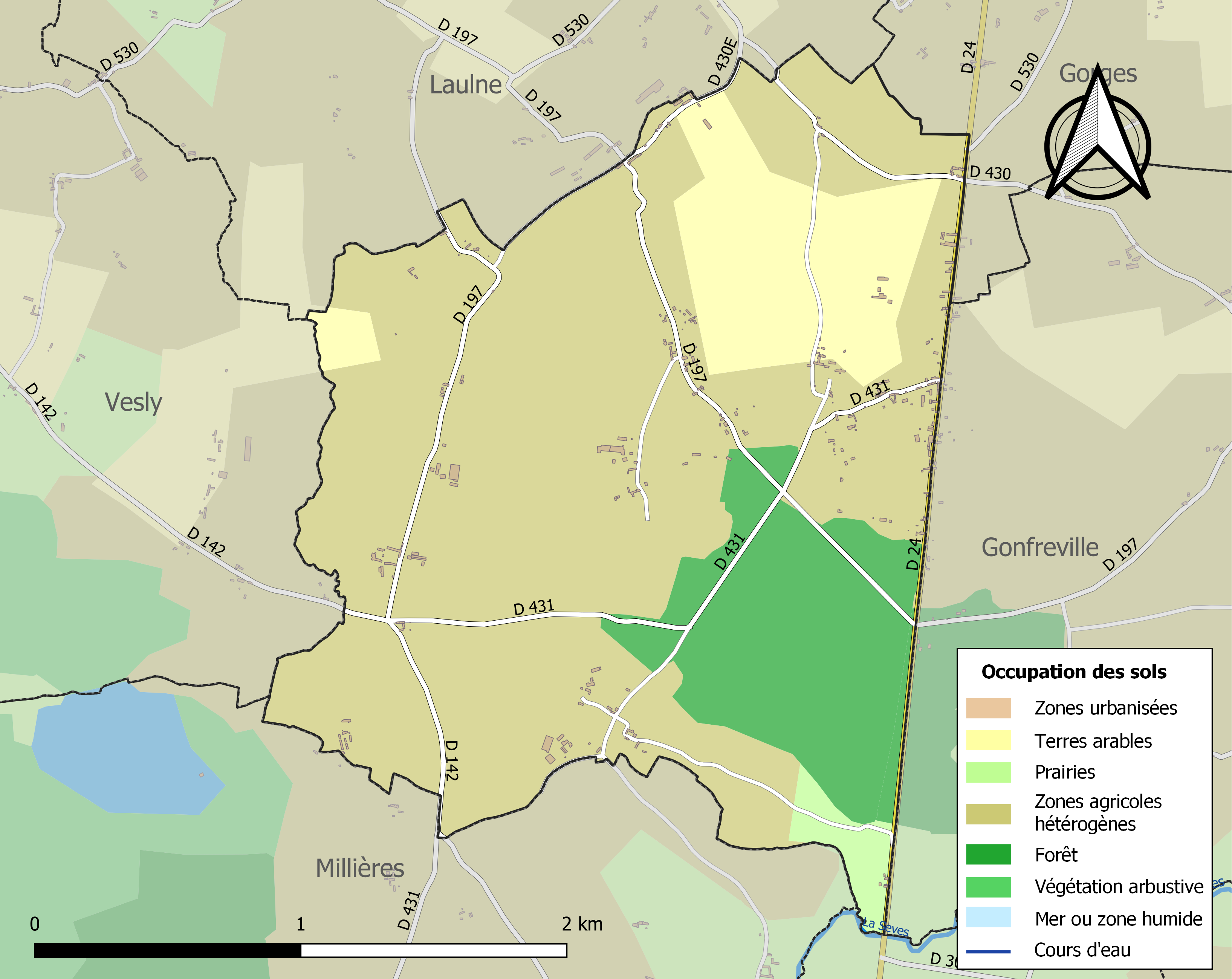
Carte des infrastructures et de l'occupation des sols de la commune en 2018 (CLC).

L'évolution de l’occupation des sols de la commune et de ses infrastructures peut être observée sur les différentes représentations cartographiques du territoire : la carte de Cassini (XVIIIe siècle), la carte d'état-major (1820-1866) et les cartes ou photos aériennes de l'IGN pour la période actuelle (1950 à aujourd'hui).

## Toponymie
Le nom de la localité est attesté sous les formes Sancti Patricii de Cladis en 1161, Saint Patrix de Claids en 1793.
L'église est dédiée à saint Patrice.
Claids, du bas latin cleta, clida (origine celtique), claie, « barrage de rivière ».

## Histoire

### Antiquité
Saint-Patrice-de-Claids est traversé sur 3 km par l'ancienne voie romaine Alauna-Cosedia (Valognes-Coutances) dit chemin Perrey.

### Temps modernes
Le 21 avril 1532, Jean du Saussey, seigneur de Claids, rendit foi et hommage à François Ier pour son fief de Monhuchon, lors du passage de ce dernier à Coutances.
Sous l'Ancien Régime, la paroisse relevait du bailliage de Saint-Sauveur-Lendelin, secondaire du bailliage de Cotentin. Elle dépendait de l'élection de Carentan, de la généralité de Caen. Elle appartenait à la sergenterie de Périers.

### Révolution française et Empire
Lors de la Révolution, Pierre-Hyacinthe Leforestier, baron de Claids est arrêté en avril 1793, relâché et de nouveau incarcéré. Il fera partie de la « fournée de Carentan », mais aura la vie sauve à la suite de la mort de Robespierre.

### Époque contemporaine
Le 11 novembre 1948, la commune se voit attribuer la croix de guerre.

## Politique et administration
| Période                                  | Période   | Identité        | Étiquette | Qualité |
| ---------------------------------------- | --------- | --------------- | --------- | ------- |
| 1983                                     | mars 2001 | Jules Saint     |           |         |
| mars 2001                                | En cours  | Jean-Luc Launey | SE        |         |
| Les données manquantes sont à compléter. |           |                 |           |         |

## Population et société

### Démographie
L'évolution du nombre d'habitants est connue à travers les recensements de la population effectués dans la commune depuis 1793. Pour les communes de moins de 10 000 habitants, une enquête de recensement portant sur toute la population est réalisée tous les cinq ans, les populations de référence des années intermédiaires étant quant à elles estimées par interpolation ou extrapolation. Pour la commune, le premier recensement exhaustif entrant dans le cadre du nouveau dispositif a été réalisé en 2008.
En 2022, la commune comptait 177 habitants, en évolution de +2,91 % par rapport à 2016 (Manche : −0,31 %, France hors Mayotte : +2,11 %).
| 1793 | 1800 | 1806 | 1821 | 1831 | 1836 | 1841 | 1846 | 1851 |
| ---- | ---- | ---- | ---- | ---- | ---- | ---- | ---- | ---- |
| 526  | 569  | 635  | 540  | 516  | 513  | 477  | 480  | 455  |

| 1856 | 1861 | 1866 | 1872 | 1876 | 1881 | 1886 | 1891 | 1896 |
| ---- | ---- | ---- | ---- | ---- | ---- | ---- | ---- | ---- |
| 450  | 437  | 440  | 400  | 404  | 410  | 362  | 336  | 307  |

| 1901 | 1906 | 1911 | 1921 | 1926 | 1931 | 1936 | 1946 | 1954 |
| ---- | ---- | ---- | ---- | ---- | ---- | ---- | ---- | ---- |
| 292  | 294  | 302  | 247  | 239  | 227  | 249  | 231  | 296  |

| 1962 | 1968 | 1975 | 1982 | 1990 | 1999 | 2006 | 2008 | 2013 |
| ---- | ---- | ---- | ---- | ---- | ---- | ---- | ---- | ---- |
| 252  | 241  | 189  | 165  | 180  | 163  | 158  | 157  | 165  |

| 2018 | 2022 | - | - | - | - | - | - | - |
| ---- | ---- | - | - | - | - | - | - | - |
| 179  | 177  | - | - | - | - | - | - | - |

## Culture locale et patrimoine

### Lieux et monuments
- Manoir de la Guerrie. Ferme manoir du XVIe siècle, remaniée à plusieurs reprises. Le logis est flanqué d'une tour d'angle percée de trous d'arquebusières, et engagée sur la façade, côté cour, d'une tourelle carrée à angles brisés[30].
- Château de Claids avec partie de corps central, communs et tour circulaire des XIIIe – XVIIe siècles.
- Église Saint-Patrice des XVIe, XVIIIe – XXe siècles avec avant-porche en pierre arborant des chapiteaux à feuillage du XIVe. L'édifice abrite un maître-autel du XIXe, des fonts baptismaux du XIIe, un lutrin du XIXe, une verrière du XXe des ateliers Loire de Chartres et Sagot de Bayeux[24].

L'édifice fut donné en 1100 par Anquetil de Claids et son fils Robert à l'abbaye de Lessay. Guillaume d'Aubigny, leurs suzerain confirme la donation.
- Calvaire du XIXe siècle.